# Turki bin Said
Turki bin Said (Arabisch: تركي بن سعيد, Beloetsji: ترکی بن سعید) (Oman, 1832 - Muscat, 4 juni 1888)  was sultan van Muscat en Oman van 30 januari 1871 tot 4 juni 1888. Hij was de vijfde zoon van Said bin Sultan. Hij trad aan na zijn overwinning op de Imam Azzan bin Qais in de Slag bij Dhank.
Na de dood van Turki werd hij opgevolgd door zijn tweede zoon, Faisal bin Turki. Sultan Haitham van Oman is een directe afstammeling van Turki bin Said.
Turki had vijf kinderen, Sayyid Muhammad bin Turki al-Said (1860–?), Sayyid Faisal bin Turki al-Said (1864-1913), Sayyid Fahad bin Turki al-Said (? -1894), Sayyida Turkia bint Turki al-Said die een neef trouwde, Sheikh Harub bin Thuwaini Al-Said en Sayyida bint Turki al-Said.